# زناسوج
زناسوج یکی از روستاهای استان قزوین است که در چند دهه گذشته جمعیت ان به ۲۵۰ نفر نیز می‌رسیده‌است اما اکنون با توجه به گسترش شهرنشینی اکثر ساکنان ان به استان‌های تهران و قزوین مهاجرت کرده و در همان‌جا نیز ساکن شده‌اند. زناسوج اکنون به یک روستای پراکنده تبدیل شده و زمین‌های کشاورزیشان در بین خانه‌هایی که به تازگی ساخته شده قرار دارد.
زبان این روستا مراغی که از گویش‌های زبان تاتی است می‌باشد.
در دهه گذشته کشاورزی تبدیل به شغل دوم اهالی زناسوج شده و محصولات کشاورزی آنان گیلاس، آلبالو، گردو، انگور و … می‌باشد؛ و در گذشته به کاشت نخود، لوبیا، عدس، گندم و… مشغول بوده‌اند
نام ان به تبعیت از کار بیش از حد زنان روستا زناسوج بوده‌است و در مقطعی از زمان به علت حادثه‌ای که برای عده‌ای از سربازان روسیه رخ داده‌است به مهمان‌سوز تغییر نام داد.
این حادثه زمانی رخ داد که سربازان قشون روسیه اسب‌های خود را در چراگاهی سر سبز که در نزدیکی ده می‌باشد در منطقهٔ به نام چادرگاه آورده بودند و شب هنگام جهت بازدید به ده می‌روند و هنگام صرف شام ان‌ها را داخل اتاق بزرگی که در داخل ده بوده و برای پذیرایی از مهمان‌ها تدارک دیده شده بوده محبوس می‌کنند و اتاق را به آتش می‌کشند.
از بزرگان این روستا می‌شود به افرادی چون حاج یوسف جوکار و علی محمد قدمی وتنی چند نام برد. شامل صحراهایی با نام پسگوران. گل و بنه، آب زندگانی، قصبه و جالیز و باغات لاته سورخچور می‌توان نام برد است. فرهنگ و پیشینه این روستا در میان روستاهای اطراف بی نظیر است و نمی‌توان مانند آن را یافت.